# Freitaler Nase

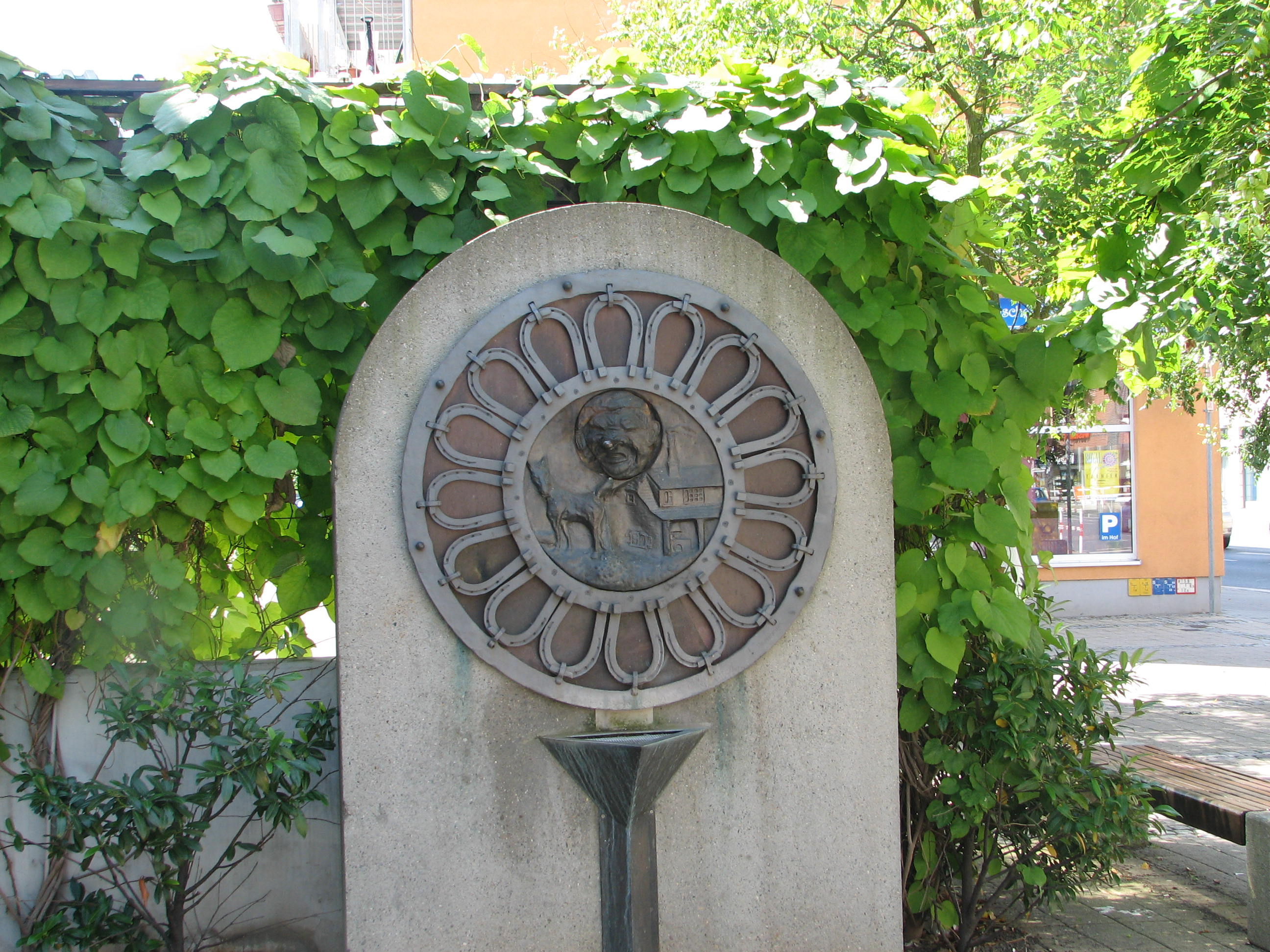
Die „Freitaler Nase“

Die Freitaler Nase ist eine kleine Brunnenskulptur im Freitaler Stadtteil Potschappel. Sie befindet sich auf dem Potschappler Markt und steht unter Denkmalschutz.

## Geschichte
Kurz nach der Stadtgründung Freitals im Jahr 1921 beschloss der Stadtrat, den damals noch dörflich geprägten Potschappler Marktplatz repräsentativer zu gestalten. Der Umbau war Teil einer Reihe von Maßnahmen, die zur Bildung eines Zentrums der jungen, aus mehreren Industriedörfern zusammengewachsenen Stadt beitragen sollten. Im Jahr 1924 begannen die Arbeiten. Eine alte Schmiede, die sich am Platz befand, wurde abgerissen, stattdessen entstand unter anderem ein Brunnen aus Kunststein.
Der Schmied und Kunstschlosser Richard Rothenberger wurde 1925 damit beauftragt, einen künstlerischen Beitrag zum neuen Platz zu liefern. Er erschuf ein rundes, von 16 Hufeisen umrahmtes Kupferrelief. Es wird ein Pferd samt seinen Hinterlassenschaften vor der alten Schmiede dargestellt. Darüber befindet sich der Kopf eines Müllers der Potschappler Hofemühle mit von dem Gestank verzogenem Gesicht und vorstehender Nase, aus der Wasser tröpfelt. Dieser Nase nach erhielt der Brunnen seinen Namen.
Die Freitaler Nase war zunächst an einem Transformatorenhäuschen am Rand des Marktplatzes angebracht. Später wurde sie an einen kleinen Vorplatz der Hofemühle versetzt. Der Marktplatz erfuhr, vor allem durch die Verlegung der Brücke über die Weißeritz, ebenfalls Veränderungen. Ende des Jahres 2000 erhielt die zuvor generalüberholte Skulptur beim erneuten Umbau des Potschappler Marktes ihren ursprünglichen Standort zurück.
Der Brunnen war wiederholt Teil von kulturellen Veranstaltungen, beispielsweise dem „Potschappler Nasenfest“.